# Z-funktionen
Inom matematiken är Z-funktionen en speciell funktion som används då man studerar Riemanns zetafunktion vid den kritiska linjen där den reella delen av argumentet är en halv. Den är även känd som Riemann-Siegels Z-funktion, Riemann-Siegels zetafunktion, Hardys funktion, Hardys Z-funktion och Hardys zetafunktion. Den kan definieras med hjälp av Riemann–Siegels thetafunktion och Riemanns zetafunktion som
{\displaystyle Z(t)=e^{i\theta (t)}\zeta \left({\frac {1}{2}}+it\right).}
|                              |                                |
| {\displaystyle -5<\Re (t)<5} | {\displaystyle -40<\Re (t)<40} |

## Riemann-Siegels formel
Beräkning av Z(t) för reella t, och härmed av zetafunktionen vid den kritiska linjen, förenklas mycket av Riemann–Siegels formel. Formeln lyder
{\displaystyle Z(t)=2\sum _{n^{2}<t/2\pi }n^{-1/2}\cos(\theta (t)-t\log n)+R(t)}
där feltermen R(t) har en komplex asymptotiska expansion med hjälp av funktionen 
{\displaystyle \Psi (z)={\frac {\cos 2\pi (z^{2}-z-1/16)}{\cos 2\pi z}}}
och dess derivator. Om {\displaystyle u=({\frac {t}{2\pi }})^{1/4}},{\displaystyle N=\lfloor u^{2}\rfloor } och {\displaystyle p=u^{2}-N} är
{\displaystyle R(t)\sim (-1)^{N-1}\left(\Psi (p)u^{-1}-{\frac {1}{96\pi ^{2}}}\Psi ^{(3)}(p)u^{-3}+\cdots \right)}
där punkterna betyder att vi kan fortsätta att ta högre och mer komplexa termer.
Andra effektiva serier för Z(t) är kända, speciellt sådana som innehåller ofullständiga gammafunktionen. Om
{\displaystyle Q(a,z)={\frac {\Gamma (a,z)}{\Gamma (a)}}={\frac {1}{\Gamma (a)}}\int _{z}^{\infty }u^{a-1}e^{-u}du}
är
{\displaystyle Z(t)=2\Re \left(e^{i\theta (t)}\left(\sum _{n=1}^{\infty }Q\left({\frac {s}{2}},\pi in^{2}\right)-{\frac {\pi ^{s/2}e^{\pi is/4}}{s\Gamma \left({\frac {s}{2}}\right)}}\right)\right).}